# Louis Dekker (roeier)
Louis Florian (Louis) Dekker (Amsterdam, 4 juli 1894 - Amsterdam, 13 mei 1973) was een Nederlands roeier, die actief was als stuurman. Eenmaal nam hij deel aan de Olympische Spelen, maar hij won bij die gelegenheid geen medaille.
Op de Olympische Spelen van 1924 in Parijs maakte Dekker op 29-jarige leeftijd zijn olympisch debuut op het roeionderdeel vier met stuurman. De roeiwedstrijden vonden plaats op een recht gedeelte van de rivier de Seine bij Argenteuil. De Nederlandse ploeg behaalde een tijd van 7.08,0 in de eliminatieronde en drong hiermee door tot de finale. In de finale viel de boot uit. Volgens de overlevering moest de Nederlandse roeiploeg voor de start lange tijd in de brandende zon wachten en raakte de slagroeier Dirk Fortuin buiten bewustzijn toen men in eerste positie lag.
Dekker was aangesloten bij roeivereniging De Amstel in Amsterdam.

## Palmares

### roeien (vier met stuurman)
- 1924: DNF OS
- 1924:  EK in Zürich

Jo Brandsma · 
Jacob Brandsma · 
Dirk Fortuin · 
Jean van Silfhout · 
Louis Dekker (stuurman)